# Chiesa di San Sebastiano (Dignano, Italia)
La chiesa di San Sebastiano Martire è la parrocchiale di Dignano, in provincia ed arcidiocesi di Udine; fa parte della forania del Friuli Collinare.

## Storia
L'originaria chiesa di San Sebastiano venne costruita a partire dal 1401, forse come voto al santo invocato contro la peste, la quale nel secolo precedente aveva mietuto molte vittime anche in Friuli.
All'inizio del XVIII secolo venne inoltrata la richiesta di poter ampliare la chiesa e nel 1718 l'abbazia di Moggio Udinese concesse l'autorizzazione ad iniziare i lavori di rifacimento; nel 1720 grazie all'interessamento del pievano Petrei cominciò la costruzione della nuova chiesa, portata a termine nel 1727.
Verso la fine del Settecento, a causa dell'aumento della popolazione, la chiesa non era più sufficiente a soddisfare i bisogni dei fedeli e, quindi, nel 1772 la vicinia deliberò assieme al pievano don Andrea Giuliani di riedificare l'edificio; l'architetto tolmezzino Domenico Schiavi fu incaricato di redigere il progetto e il 30 maggio 1776 l'arcivescovo di Udine Giovanni Girolamo Gradenigo diede l'autorizzazione a benedire la prima pietra.
La nuova chiesa, la cui costruzione venne seguita dal capomastro Luca Andrioli, fu eretta a parrocchiale nel 1812 con la traslazione del titolo dalla pieve dei Santi Pietro e Paolo e consacrata il 9 aprile 1815 da monsignor Pellegrini su delega del vicario diocesano Mattia Cappellari.
Il terremoto del Friuli del 1976 danneggiò l'edificio, che tra il 1982 e il 1984 dovette essere ristrutturato su progetto dell'architetto Celso Proietti.
Ulteriori lavori di restauro vennero condotti negli anni Duemiladieci.

## Descrizione

### Esterno
La facciata della chiesa è preceduta dal pronao tetrastilo le cui colonne, dotate di capitelli dorici, sorreggono la trabeazione e il timpano di forma triangolare.
Annesso alla parrocchiale è il campanile a base quadrata, la cui cella presenta su ogni lato una serliana ed è coperta dalla cupoletta poggiante sul tamburo.

### Interno
L'interno si compone di tre navate, separate da sei pilastri con pianta cruciforme caratterizzati da delle lesene e sorreggenti degli archi a tutto sesto, sopra i quali corre il cornicione.
La navata centrale presenta la volta a padiglione, mentre quelle laterali delle volte a crociera.
Opere di pregio qui conservate sono un altare realizzato nel XVIII secolo dal gemonese Giacomo Pischiutti ed impreziosito da due statue ritraenti i Santi Antonio Abate e Sebastiano, scolpite verso il 1749 dal padovano Gian Giacomo Contiero, e i due dipinti raffiguranti i santi Gallo ed Urbano, collocati su un altarolo costruito nel 1564 da Bernardino Blaceo.